# Tempura
Tempura (Japans: 天ぷら of 天麩羅 tenpura) is een Japans gerecht en tevens een manier van bereiden. Diverse ingrediënten worden in beslag gedoopt en kort gefrituurd. Oorspronkelijk was deze methode niet Japans, maar Portugees; het werd in Japan geïntroduceerd in de 16de eeuw. 

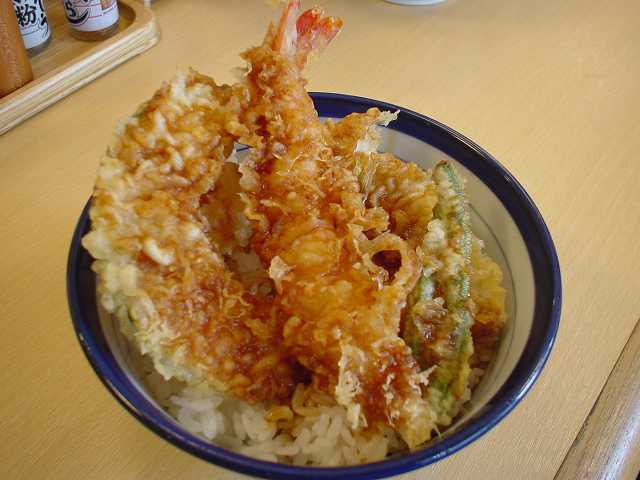
Tendon: in tempurabeslag gebakken ingrediënt op rijst

Tempurabeslag bestaat uit een deel bloem, ijskoud water en (vaak) een ei; het wordt zeer kort gemengd zodat het gluten niet bindt tot een echt, samenhangend beslag (zoals brooddeeg of soesjesdeeg) en het ijskoude water zorgt ervoor dat het baksel krokant en luchtig wordt en minder vet opneemt. In dit beslag kunnen vervolgens allerlei soorten voedsel worden gefrituurd, van stukjes vlees en garnalen tot (min of meer vaste) groenten als groene asperge, broccoli en zoete aardappel. 
Er zijn zeer veel varianten mogelijk, zowel in de bereidingswijze van de bloem (rijstebloem, maïzena, soms wat bakpoeder) als in de zaken die met tempura kunnen worden bereid. Er zijn recepten voor pompoen, maar ook voor banaan, ananas en zelfs ijs. 
Tempura wordt gegeven met een veelheid van sausjes en toevoegingen (met sojasaus, gember, et cetera). Vaak is het ook deel van een rijstgerecht, donburi; deze combinatie heet tendon (een samensmelting van tempura donburi). Ook kan tempura in of bovenop udonsoep worden gedaan (tempura udon).